# Siargao Islands Protected Landscape and Seascape
Das Siargao Islands Protected Landscape and Seascape (SIPLAS) liegt vor der Nordostküste der Insel Mindanao und ist das größte marine Naturschutzgebiet der Philippinen. Das Naturschutzgebiet wurde durch Präsidentenerlass 902 am 10. Oktober 1996 von Fidel Ramos eingerichtet.

## Geographie
Es bedeckt ein Gebiet von 278.914 Hektar, verteilt auf 216.913 Hektar Meeresgebiete und 62.796 Hektar Inselgebiete. Das SIPLAS umfasst den kleinen Archipel der Siargao Islands, die vor der Nordostküste der Hauptinsel Mindanao liegen. Zu diesem Archipel gehören unter anderem die Inseln Siargao, Bucas Grande, Middle Bucas, East Bucas, Hinatuan, La Janosa, Anahawan und Dako.
Das SIPLAS befindet sich in der philippinischen Provinz Surigao del Norte und umfasst die Gemeinden Burgos, Dapa, Del San Isidro, San Benito, Santa Monica und Socorro. Die Topographie der Insel Siargao wird als hügelig mit geringen Steigungen beschrieben, die höchste Erhebung der Insel liegt 238 Meter über dem Meeresspiegel. Die Insel besteht größtenteils aus Kalksteinen, Basalten im Zentrum und aus jungen Schwemmböden an den Küsten der Insel mit ihren typischen Sandstränden und Mangrovenwäldern.
Die Felsformation Magpupungko liegt in einer Lagune in der Nähe der Ortschaft Pilar. Sie besteht hauptsächlich aus Kalkstein und Graniten. Durch die Erosion entstanden hier zum Teil bizarre Skulpturen. Eine der Attraktionen des SIPLAS ist die Höhle Sohoton auf Bucas Grande, die nur bei Ebbe begehbar ist.

## Klima
Das Klima im Naturschutzgebiet Siargao Islands Protected Landscape and Seascape wird dem Klimatyp II zugeordnet. Es gibt keine ausgeprägten Trocken- und Regenzeiten, der meiste Niederschlag fällt in den Monaten November bis Januar, der trockenste Monat ist der Juni. In den Monaten Oktober bis Februar erzeugt der Nordost-Monsun mit seinen typischen Nordost- und Südost-Winden auf der Ostseite der Insel große Wellen. Dieses Surfrevier ist unter dem Namen „Cloud 9“ bekannt. Siargao ist in dieser Zeit ein Ziel für Surfer aus aller Welt.

## Flora und Fauna
Das SIPLAS ist ein Lebensraum für eine Vielzahl von Land- und Küstenvögeln wie Rotsteißkakadu (Cacatua haematuropygia), Silberfischer (Alcedo argentata), Philippinen-Breitrachen (Eurylaimus steerii), Rot-Zwergohreule (Mimizuku gurneyi) und eine Vielzahl von Möwenarten. Aber auch Säugetiere leben auf den Inseln, wie Philippinen-Gleitflieger (Cynocephalus volans) oder Philippinen-Koboldmaki. Außerdem kommen dort das Leistenkrokodil und Meeresschildkröten vor, unter anderem Suppenschildkröte und Echte Karettschildkröte. An großen Meeressäugetieren sind zuerst Großer Tümmler und Ostpazifischer Delfin zu nennen.
In den marinen Gebieten des Naturschutzparks konnten 106 Arten von Fischen und ca. 137 Arten von Weichtieren gezählt werden. An Meeresflora finden sich 8 der 16 in den Philippinen vorkommenden Seegrasarten und 54 Arten von Seetang, von denen sich der Dugong (Dugong dugon) ernährt. Auf der Insel Siargao finden sich auch Gelege der Echte Karettschildkröte (Eretmochelys imbricata). Den Inseln La Janosa und Anahawan sind große Korallenbänke vorgelagert.
Auf Bucas Grande findet sich der Jellyfishlake, in dem sich wie im Ongeim'l Tketau auf Palau eine ungiftige Medusenart entwickelt hat.